# Variante -ヴァリアンテ-
『Variante-ヴァリアンテ-』は、杉基イクラによる漫画作品。2004年から2006年まで、『月刊ドラゴンエイジ』（角川書店）で連載されていた。単行本は全4巻。

## あらすじ
武蔵野市御殿山で、一家殺人事件が発生する。事件は「コード5（ファイブ）」と呼ばれ、通常の事件とは異なるルートで処理されることとなる。数日後、同事件を担当した調査員・須堂ヒロミは気になる連絡を受ける。事件の被害者の少女・宝生アイコが息を吹き返したというのだ。須堂はアイコを収容している研究所へ急ぐ。そこで耳にしたのは、アイコの生還は「異常」であり、決して奇跡では収まらない事象だという話だった。事実、アイコは左腕に「異形」を宿していた。

## 登場人物

### ATHEOS（アシオス）
政府直属の機関で、表向きはバイオ技術関連の特殊法人企業となっている。その実体は“キマイラ”を捕獲、または討伐・採取し、研究を進める組織である。 奥田代表を頂点に、複数の課から構成されている。またいくつかの研究施設を持っており、そこが実質的な活動拠点となっている。 また、ATHEOSの上には「理事会」なるものが存在し、彼らの意思も活動に反映されている。
宝生 アイコ（ほうしょう アイコ）
15歳。“キマイラ”に家族ともども殺害された少女。しかし、その左腕にキマイラを宿した状態で復活した。
左腕のキマイラは心臓部と直結しており、アイコの生還要因はここにある。したがって、左腕のキマイラを摘出すればアイコは死亡してしまう。また左腕はアイコの意志とは独立して動く。平常時や、アイコの戦闘意欲が高まっている際は、アイコ自身の意識によって左腕を制御することが可能。
復活後、自分の生きる意味を見失っていたが、須堂の呼びかけによって生きる気力を取り戻した。現在はATHEOSの一員としてキマイラと戦い、自分の居場所を作ろうとしている。
左腕のキマイラは、実の父親のもの。万能抗体の被験者だった父親と、一般人であった母親との間に生まれた、いわばキマイラの血を引く第二世代。須堂を信頼しており、彼のためならば危険な任務もこなすことが出来る。
キマイラが人間の変異体だと知ってからは、完全に戦意を喪失。その後須堂の声によって覚醒するまで、心の殻に篭っていた。
須堂 ヒロミ（すどう ヒロミ）
ATHEOSの調査員。宝生家一家殺人事件で、担当していた調査員も彼である。額にバンダナもしくは帽子を身につけているが、これは頭部にある傷跡を隠すためである。
ある事件をきっかけにATHEOSに入社。以来、主に“キマイラ”の捕獲任務に当たっている。誠実な人柄の割にうっかりミスも多く、本編でも何度か始末書を書かされている。
自身の経験からか、アイコには特別な感情を抱いている。彼女を立ち直らせたり、褒めたりするのは彼くらいである。もっとも、彼女の左腕のキマイラを恐れていないわけではないらしい。
14年前、中学1年のとき、ナナと名乗る少女を匿った。ナナは何者かに追われていて、雨の中を傘も差さずに逃げていた。彼女を追いかけていたのがATHEOSだったのである。
ナナを匿った翌日、遂にATHEOSに発見されてしまう。須堂はナナを連れて逃げるが、その時突然ナナがキマイラ化してしまう。恐怖に駆られた須堂は、ATHEOS社員が持っていた銃を使ってナナを射殺。
以来、須堂は「キマイラを生の苦しみから救う」為にATHEOS調査員として働いている。
東風河（こちがわ）
ATHIOSの研究所員。アイコの担当で、普段はアイコの各種精密検査をしている。
組織の闇の部分まで知っているらしく、須堂に対して「あまり詮索するな」と注意することもあった。
アイコによると「私を、実験動物のような目で見る」人。武田に言わせれば「冷血女」。
臼井（うすい）
ATHIOSの調査員。部署名はわからないが「課長」の肩書きを持つ。ヒロミの直接の上司。
14年前のナナ失踪事件の際、彼女を追っていたATHEOS社員の一人。ヒロミを会社に引き入れた人物で、ヒロミも彼のことは信頼していた。
奥田（おくだ）
ATHEOSの代表であり、組織の表と裏、両方の顔役である。
理事会にも出席し、組織上層部とも交流がある。しかし奥田自身は理事会を嫌悪しているらしく、独断で物事を進めたり、内部情報を隠匿したりしている。
東風河の実の父親で、ATHEOSの全てを知る。彼の父は万能抗体の生みの親であり、その研究所に奥田も足を踏み入れたことがある。だがその研究に憎悪を覚えた奥田は、父親を射殺。愛した女性（東風河の母）が病を患ったとき万能抗体を注入。しかしその抗体によって女性のキマイラ化が始まってしまう。奥田は彼女を射殺、以後彼女を復活させるためにキマイラを用いることを画策、ATHEOS本社にて研究を重ねている。
武田（たけだ）
ATHEOSの調査員。アイコを理解しないが、キマイラに襲われた時に彼女に助けられたことがある。しかしながらアイコに対する偏見は消えなかった。

### キマイラ
東風河研究員の言葉によると、「一つの生物に異なる生物の遺伝子が混在した結果、変性し、バケモノと化した生物」という定義になる。しかし、実際は、ある研究の結果生じてしまったイレギュラーの形である。「万能抗体」と呼ばれる抗体の副作用として、人体が変異してしまうらしい。キマイラに纏わるATHEOSの成り立ちは、作品の本編後半にて解き明かされる。
ナナ
14年前、ヒロミと関わりを持った万能抗体の被験者。既にキマイラ化が始まっており、背中にはケロイド状の皮膚が翼のような模様を作っている。研究者からは「7」もしくは「7番」と呼ばれていて、これは被験者番号である。
本人は背中の「翼」が成長すれば、本物の翼になると信じている。しかしながら彼女がキマイラになることは決定したも同然であり、実際逃走中にキマイラと化してしまう。
キマイラ化の苦しみを救ったのは、ヒロミの放った一発の銃弾だった。皮肉にも死ぬことで痛みから解放されたのだ。
ところが。死んだと思われていたナナは、ATHEOSが隠匿する施設にて実験体とされていた。それを発見したヒロミは、ナナと一緒に死ぬことを望んだが、結局はアイコによって助けられる。
ナナはアイコによって命を絶たれ、これで本当に実験の痛みから解放された。
アイコの両親を殺害したキマイラ
人間の姿と、キマイラの姿が交互に現れる。人間状態の時にははっきりと自意識はあるようだ。しかし、キマイラを抑えるために相当体力を使っており、常に苦しみから逃れられない。
アイコの実の父親である。アイコの母・ユリコを絞殺したが、その後になって人間の姿を取り戻し、さまよい続けていた。アイコの誕生日、彼女の暮らす宝生家に辿り着いたが、そこでキマイラ化してしまう。結果アイコをも殺害してしまうが、アイコを思う意志の強さか、彼女の左腕と同化してアイコを助けた。

### その他
高嶋 サチヨ（たかしま サチヨ）
愛称「サチ」。アイコの幼馴染で、宝生家一家殺人事件の夜、最後にアイコと会った少女である。アイコがATHEOS監視下から脱走した際に再会。アイコは死んだと報道されていたため、始めは驚くも直ぐに打ち解けた。
しかし、愛犬がアイコの左腕の暴走によって殺害されてしまう。彼女は恐くなって逃げるものの、そのことを後悔してアイコに謝りに行く。仲直りした二人だが、直後に現れたキマイラによってサチは殺されてしまう。
須堂 マサミ（すどう マサミ）
ヒロミの母親である。難病を患っており、ATHEOSの付属病院に入院している。本来は余命2年と言われていたが、それから5年間生き続けた。物語終盤で力尽き、死亡する。
世良 ユウジロウ（せら ユウジロウ）
ATHEOSの活動に疑問符を投げかけ、命がけで活動するジャーナリストである。彼の活動は危険かつ効率的で、ATHEOSの実態を暴くためならば手段を選ばない。ヒロミにナナの情報を与えたり、またヒロミを拉致したことも。
ATHEOSの元調査員で、本名は近江ユウジ。ヒロミの先輩に当たる。組織の闇を知り、ATHEOSを裏切った。記録では死亡したことになっている。
東風河とはお互いに想い人であったらしい。

## 書誌情報
- Variante-ヴァリアンテ- 01（2004年10月28日発売[1]、ISBN 4-04-712377-3）
- Variante-ヴァリアンテ- 02（2005年4月27日発売[2]、ISBN 4-04-712399-4）
- Variante-ヴァリアンテ- 03（2005年11月29日発売[3]、ISBN 4-04-712431-1）
- Variante-ヴァリアンテ- 04（2006年5月30日発売[4]、ISBN 4-04-712453-2）